# ماسون جينينغز
ماسون جينينغز (بالإنجليزية: Mason Jennings)‏ هو مغن مؤلف وعازف قيثارة وموسيقي أمريكي، ولد في 19 مارس 1975 في هونولولو في الولايات المتحدة.

## وصلات خارجية
- الموقع الرسمي
- ماسون جينينغز على موقع ميوزك برينز (الإنجليزية)
- ماسون جينينغز على موقع رولينغ ستون (الإنجليزية)
- ماسون جينينغز على موقع أول ميوزيك (الإنجليزية)
- ماسون جينينغز على موقع ديسكوغز (الإنجليزية)